# Apollonia Seydelmann
Apollonia Seydelmann (geborene de Forgue; * 17. Juni 1767 oder 1768 in Venedig oder Triest; † 27. Juni 1840 in Dresden) war eine deutsch-italienische Miniaturmalerin. 

## Leben
Sie war die Tochter eines französischen Gutsbesitzers und der Römerin Teresa Tomasini. Nach dem Tod des Vaters heiratete ihre Mutter den Dichter Caterino Mazzolà (1745–1806). Die Familie zog von Venedig nach Dresden, wo ihr Stiefvater Hofdichter wurde. Dort heiratete sie im Alter von 16 Jahren den Maler Jakob Crescenz Seydelmann. Unter seiner Anleitung machte sie schnell Fortschritte als Malerin. 1790 reise das Paar nach Italien, wo Apollonia Seydelmann bei Theresa Maron, der Schwester von Anton Raphael Mengs, Miniaturmalerei studierte. Als sie nach Dresden zurückkamen, hatte sie sich bereits für ihre Sepiazeichnungen und Miniaturen einen ausgezeichneten Ruf erworben und wurde als Mitglied in die Dresdner Akademie aufgenommen, wofür sie eine Pension von 200 Talern erhielt. 1820 wurde sie zum Ehrenmitglied der Academia di belle arti, detta di S. Luca in Rom ernannt. 

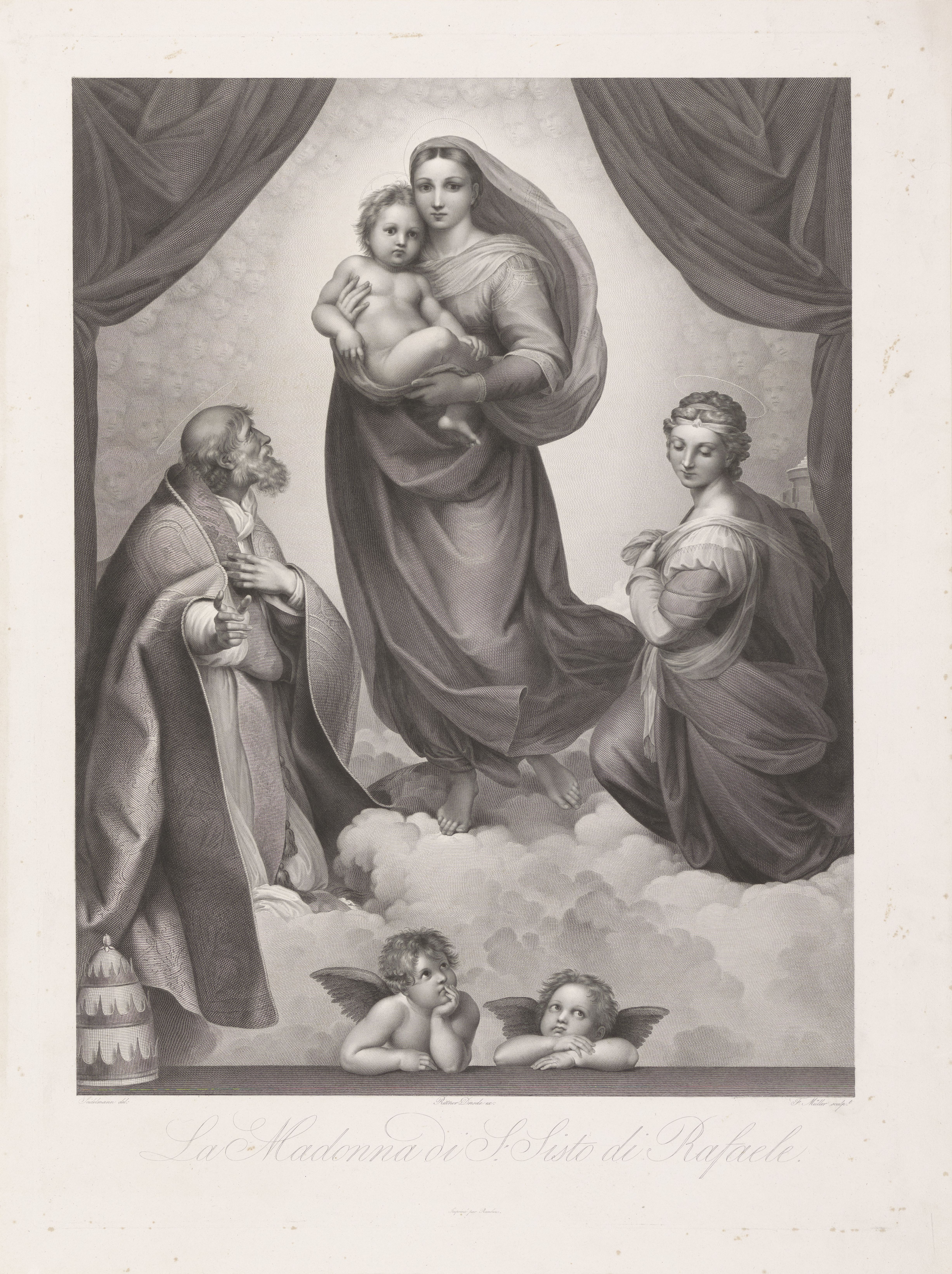
Maria mit Kind nach Raffael, zwischen 1792 und 1816, Druckgrafik von Johann Friedrich Müller nach einer Zeichnung von Apollonia Seydelmann

Nach ihrer Zeichnung der Sixtinischen Madonna sollte Johann Friedrich Müller (1782–1816) seinen bekannten Kupferstich ausführen; er war mit Seydelmanns Arbeit jedoch nicht ganz zufrieden und reiste deshalb zunächst nach Dresden, um eine eigene Zeichnung anzufertigen, und dann durch Italien, wo er sich mit den Bildern Raffaels vertraut machte.
In Dresden führte die Malerin auch einen kleinen Salon, der „von fremden und einheimischen hochgestellten und künstlerischen Notabilitäten  gern und häufig besucht [wurde].“
Familie
Aus ihrer Ehe mit Jakob Seydelmann hatte sie eine Tochter:
- Luise (* 29. Januar 1799; † 4. Juni 1874) ⚭ 1817 Anton Ludwig Gustav Adolf von Zedlitz (* 25. September 1786; † 30. Dezember 1852)